# 未来地図
「未来地図」（みらいちず 英語訳:CHART）は、日本のロックバンド、ザ・コレクターズ(THE COLLECTORS)の19枚目のシングルである。

## 概要
ザ・コレクターズのメジャーデビューから25周年を記念したシングル。年内2作目の新譜である。

## 収録曲
CD
（全作詞・作曲：加藤ひさし、編曲：THE COLLECTORS・吉田仁）
1. 未来地図 [5:30]
『報知新聞』が1901年に掲載した未来予測記事である「二十世紀の豫言」にて、「20世紀に実現するであろう科学・技術」として予測された項目が、実際にいくつも実現されていることをボーカルの加藤ひさしが知り、「人間は明日のこともずっと先のこともわかっているんじゃないか」と考えて作った楽曲。[1]
2. ホームシック・ジャグ [5:46]
カップリング曲。
3. 未来地図 (Instrumental)
4. ホームシック・ジャグ (Instrumental)

DVD
1. メイキング映像
2. 未来地図（ミュージック・ビデオ）
3. ホームシック・ジャグ（ミュージック・ビデオ）

## 収録アルバム
| 曲名     | 収録アルバム     | 発売日        | 備考                   |
| -------- | ---------------- | ------------- | ---------------------- |
| 未来地図 | 『99匹目のサル』 | 2013年1月23日 | 19thオリジナルアルバム |

## 参加メンバー (THE COLLECTORS)
- 加藤ひさし - ボーカル、アコースティックギター
- 古市コータロー - ギター
- 小里誠 - ベース
- 阿部耕作 - ドラムス

## タイアップ
- 未来地図 - フジテレビ系「生田くん、ハイ!」11月度エンディングテーマ